# Montbarrey
Montbarrey est une commune française située dans le département du Jura, dans la région culturelle et historique de Franche-Comté et la région administrative Bourgogne-Franche-Comté. 
D’un document à l’autre, le gentilé semble connaître plusieurs variantes, les habitants sont ainsi appelés les Montbarrois et les Montbarroises ou les Montbarréssiens et les Montbarrésiennes.

## Géographie

### Climat
Pour des articles plus généraux, voir Climat de la Bourgogne-Franche-Comté et Climat du département du Jura.
En 2010, le climat de la commune est de type climat des marges montargnardes, selon une étude du Centre national de la recherche scientifique s'appuyant sur une série de données couvrant la période 1971-2000. En 2020, Météo-France publie une typologie des climats de la France métropolitaine dans laquelle la commune est exposée à un climat semi-continental et est dans la région climatique  Jura, caractérisée par une forte pluviométrie en toutes saisons (1 000 à 1 500 mm/an), des hivers rigoureux et un ensoleillement médiocre. 
Pour la période 1971-2000, la température annuelle moyenne est de 10,6 °C, avec une amplitude thermique annuelle de 17,2 °C. Le cumul annuel moyen de précipitations est de 1 099 mm, avec 12,8 jours de précipitations en janvier et 9,1 jours en juillet. Pour la période 1991-2020, la température moyenne annuelle observée sur la station météorologique de Météo-France la plus proche, « Dole », sur la commune de Dole à 14 km à vol d'oiseau, est de 11,6 °C et le cumul annuel moyen de précipitations est de 1 023,0 mm. 
La température maximale relevée sur cette station est de 40 °C, atteinte le 31 juillet 2020 ; la température minimale est de −24 °C, atteinte le 10 janvier 1985,,. 
Les paramètres climatiques de la commune ont été estimés pour le milieu du siècle (2041-2070) selon différents scénarios d'émission de gaz à effet de serre à partir des nouvelles projections climatiques de référence DRIAS-2020. Ils sont consultables sur un site dédié publié par Météo-France en novembre 2022.

## Urbanisme

### Typologie
Au 1er janvier 2024, Montbarrey est catégorisée commune rurale à habitat dispersé, selon la nouvelle grille communale de densité à sept niveaux définie par l'Insee en 2022.
Elle est située hors unité urbaine. Par ailleurs la commune fait partie de l'aire d'attraction de Dole, dont elle est une commune de la couronne,. Cette aire, qui regroupe 87 communes, est catégorisée dans les aires de 50 000 à moins de 200 000 habitants,.

### Occupation des sols
L'occupation des sols de la commune, telle qu'elle ressort de la base de données européenne d’occupation biophysique des sols Corine Land Cover (CLC), est marquée par l'importance des forêts et milieux semi-naturels (57,4 % en 2018), une proportion identique à celle de 1990 (57,4 %). La répartition détaillée en 2018 est la suivante : 
forêts (53 %), terres arables (27,6 %), zones agricoles hétérogènes (9,9 %), zones urbanisées (4,8 %), milieux à végétation arbustive et/ou herbacée (4,4 %), prairies (0,3 %). L'évolution de l’occupation des sols de la commune et de ses infrastructures peut être observée sur les différentes représentations cartographiques du territoire : la carte de Cassini (XVIIIe siècle), la carte d'état-major (1820-1866) et les cartes ou photos aériennes de l'IGN pour la période actuelle (1950 à aujourd'hui).

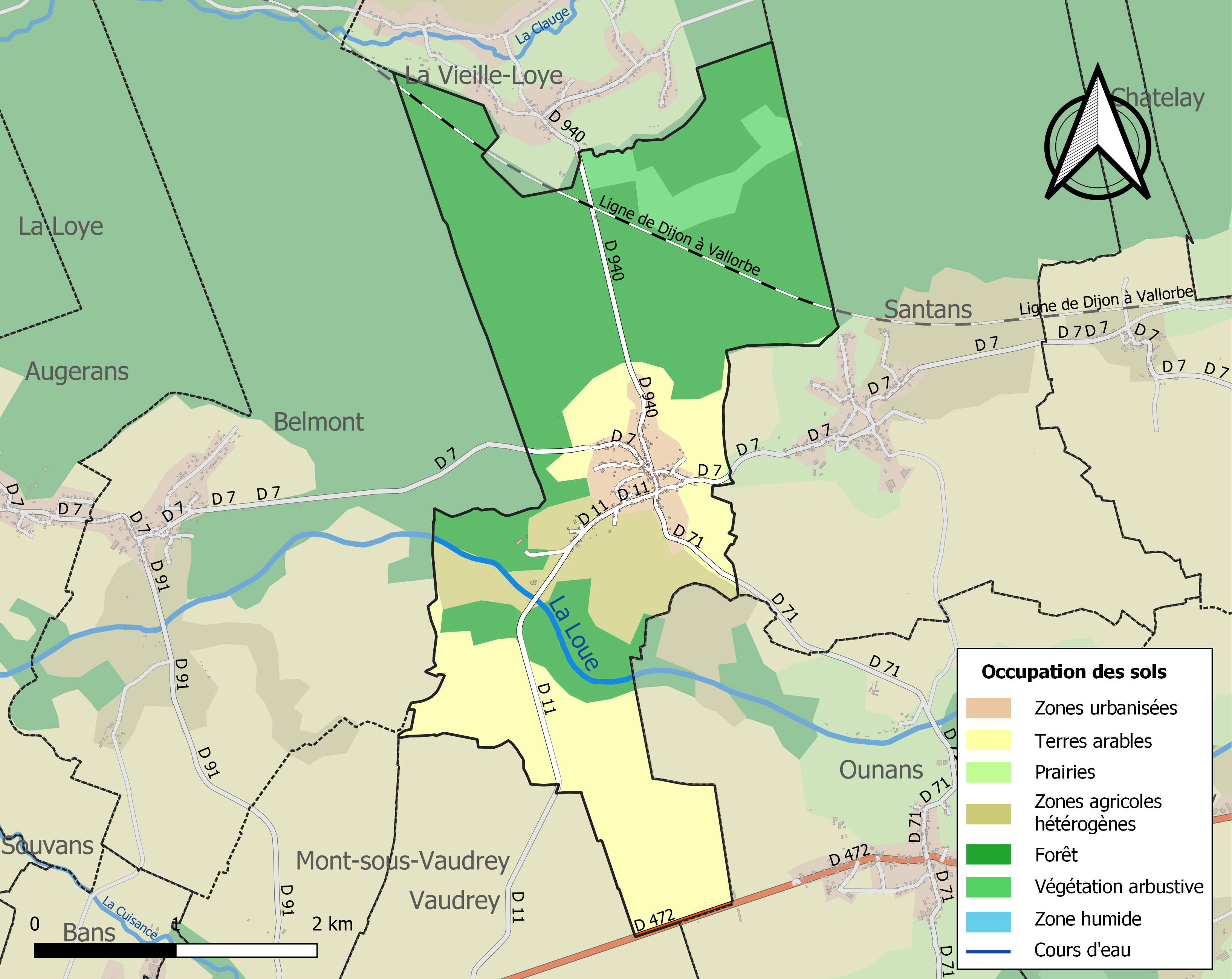
Carte des infrastructures et de l'occupation des sols de la commune en 2018 (CLC).

## Histoire
D'abord fondé sur les bords de la Loue durant la période gauloise, le village et sa population ont ensuite migré sur une colline avoisinante pour échapper aux risques d'engloutissements. Le nom "Montbarrey" puiserait alors son origine dans la langue celte où le mot Bart, transformé plus tard par les Romains en Barrum, signifierait "Port" ou "Passage près de la rivière". Une autre théorie veut que Bart signifie "Lieu fort sur une montagne". Quoi qu'il en soit, le nom du village semble tirer son origine de la position géographique de celui-ci, bâti sur une hauteur à l’un des angles de la Forêt de Chaux, descendant en pente douce jusqu'à la Loue. Il faut attendre des documents du XIIe siècle pour voir apparaître pour la première fois le nom de Montbarrey et notamment une charte signée par l'empereur Fréderic Barberousse en 1187 à ''Monte Berri'' (Montbarrey), faisant part des privilèges accordés à l'Abbaye de Lure.
En 1545, les terres de Montbarrey, possédées alors par Etiennette Bonvalot, furent apportées en dot par celle-ci à son mari Jean de Saint-Mauris. Dès lors, la Famille Saint-Mauris règnera sur le village et jouira d’une position influente durant près de deux siècles et demi, avant de voir ses possessions se faire confisquer en 1796, après la Révolution française.
En 1636 eut lieu le Siège de Dole, première grande bataille de la Guerre de Dix Ans opposant les troupes françaises aux troupes comtoises. Victimes de l’avancée destructrice des Français, les Montbarrésiens furent condamnés à fuir devant l'ennemi. Cet acte leur vaudra alors le surnom de « culs brûlés », expression encore populaire aujourd'hui pour désigner les habitants de la commune.
En 1678 furent ratifiés les Traités de Nimègues, soumettant ainsi la Comté de Bourgogne à l’autorité du Roi de France. La Forêt de Chaux, intégrée alors au domaine royal, devint un territoire dont Louis XIV souhaite maîtriser l’exploitation. Dès 1721, plusieurs bornes en pierre ornées de fleurs de lys seront ainsi implantées aux abords de la forêt, servant de délimitations. Deux de ces bornes subsistent encore aujourd’hui sur le sol de Montbarrey. On peut remarquer que les fleurs de lys ne sont plus visibles, celles-ci ayant été martelées durant la Révolution française.

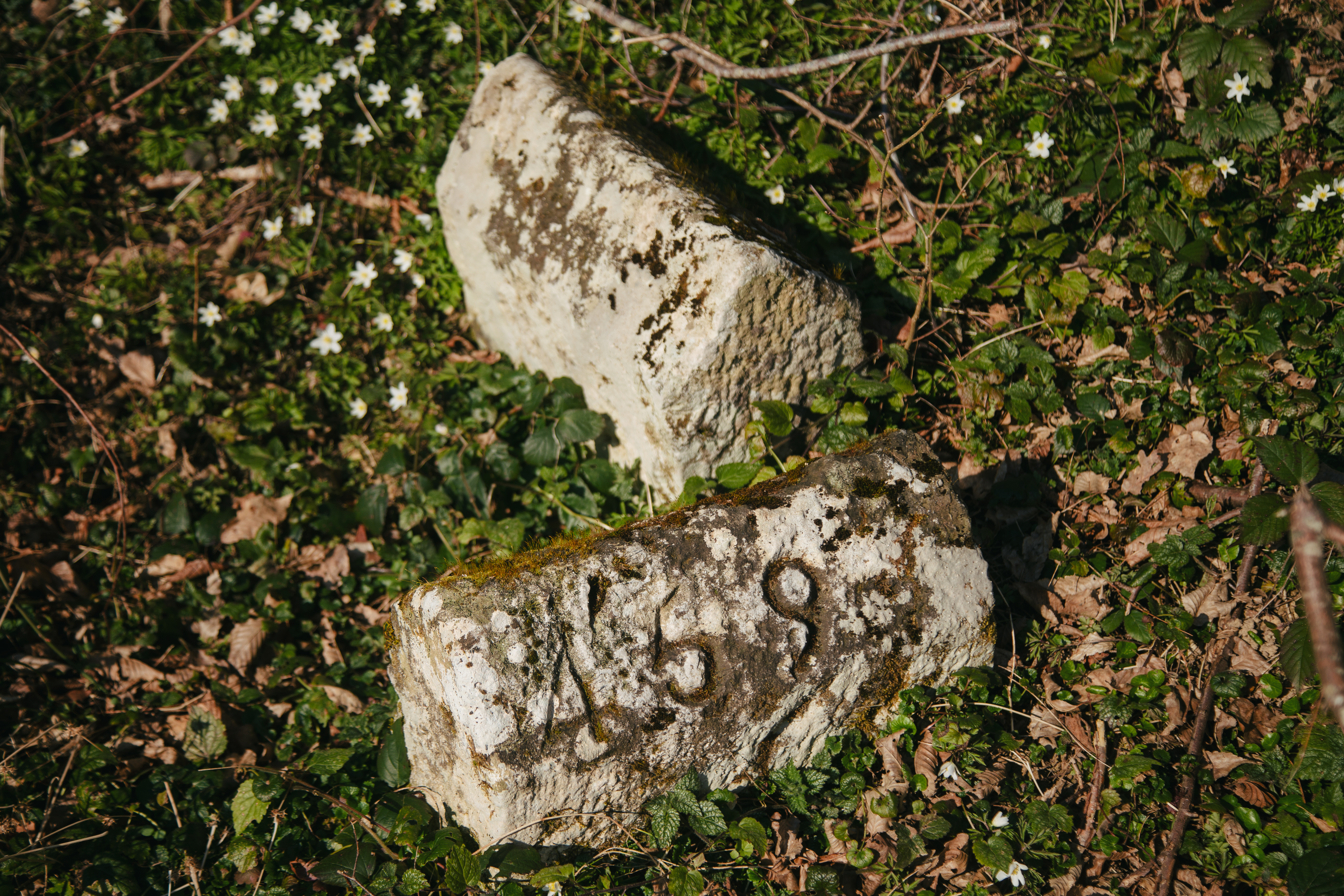
Bornes royales (1721) au pied de la motte féodale.

La Forêt de Chaux fut exploitée pour ses abondantes ressources de bois par une population de bûcherons-charbonniers du XIIIe au XXe siècle. C’est à partir du XVIIe siècle, après la conquête de la province par Louis XIV, que se développera le flottage de bois par radeau. Cette activité connaîtra son apogée au milieu du XIXe siècle. Un port fut d'ailleurs aménagé en 1848 à Montbarrey, au bord de la Loue, pour permettre aux radeliers (les hommes qui assemblaient les troncs et dirigeaient les radeaux sur les rivières) de transporter des résineux. Concurrencée par l’arrivée du chemin de fer, le flottage disparut au début du XXe siècle.
Du 22 juin 1940 au 11 novembre 1942, le sud du village fut traversé par la ligne de démarcation entre la France occupée et la France libre. Montbarrey étant sous occupation allemande.
Plusieurs récits et témoignages évoquent l'occupation et la surveillance allemande dans le village, notamment aux abords de la Loue, où plusieurs passeurs tentaient de faire traverser des personnes cherchant à rejoindre la zone libre.
À la veille de la Libération, le 29 août 1944, une fusillade éclata entre des résistants entrés à Montbarrey et des soldats allemands arrivant de Belmont. Aujourd’hui, un monument commémoratif rendant hommage aux victimes de cette bataille se situe à la sortie du village, en direction de Belmont.

## Héraldique
|  | Les armes de la commune se blasonnent ainsi : Coupé : au premier d'azur à la croix d'argent, au second de gueules à l'aigle d'or becquée et lampassée du champ. |

(blason inspiré des St-Mauris de Montbarrey, dont le prince de Montbarrey ; à distinguer d'une autre famille homonyme, les St-Mauris)

## Politique et administration
| Période   | Période   | Identité        | Étiquette | Qualité       |
| --------- | --------- | --------------- | --------- | ------------- |
| 1896      | 1911      | Edmond Maizier  |           |               |
| 1912      | 1919      | Jules Bailly    |           |               |
| 1919      | 1925      | Armand Outrey   |           |               |
| 1925      | 1935      | Jules Bailly    |           |               |
| 1935      | 1944      | Paul Barthelet  |           | Docteur       |
| 1944      | 1945      | Flavien Maizier |           |               |
| 1945      | 1947      | Achille Griffon |           |               |
| 1947      | 1971      | Raymond Martin  |           |               |
| 1971      | 1980      | Raymond Loudot  |           |               |
| 1980      | mars 2001 | Bernard Valet   |           |               |
| mars 2001 | mars 2014 | Christine Gris  |           | Fonctionnaire |
| mars 2014 | 2020      | Sylvain Borneck | DVG       | Agriculteur   |
| 2020      | En cours  | Luc Baton       | DVC       | Professeur    |

## Démographie
L'évolution du nombre d'habitants est connue à travers les recensements de la population effectués dans la commune depuis 1793. Pour les communes de moins de 10 000 habitants, une enquête de recensement portant sur toute la population est réalisée tous les cinq ans, les populations de référence des années intermédiaires étant quant à elles estimées par interpolation ou extrapolation. Pour la commune, le premier recensement exhaustif entrant dans le cadre du nouveau dispositif a été réalisé en 2005.

En 2022, la commune comptait 306 habitants, en évolution de −3,47 % par rapport à 2016 (Jura : −0,81 %, France hors Mayotte : +2,11 %).
| 1793 | 1800 | 1806 | 1821 | 1831 | 1836 | 1841 | 1846 | 1851 |
| ---- | ---- | ---- | ---- | ---- | ---- | ---- | ---- | ---- |
| 430  | 435  | 424  | 460  | 495  | 511  | 513  | 501  | 482  |

| 1856 | 1861 | 1866 | 1872 | 1876 | 1881 | 1886 | 1891 | 1896 |
| ---- | ---- | ---- | ---- | ---- | ---- | ---- | ---- | ---- |
| 543  | 539  | 503  | 461  | 463  | 439  | 420  | 402  | 396  |

| 1901 | 1906 | 1911 | 1921 | 1926 | 1931 | 1936 | 1946 | 1954 |
| ---- | ---- | ---- | ---- | ---- | ---- | ---- | ---- | ---- |
| 349  | 326  | 316  | 309  | 327  | 304  | 317  | 295  | 289  |

| 1962 | 1968 | 1975 | 1982 | 1990 | 1999 | 2005 | 2006 | 2010 |
| ---- | ---- | ---- | ---- | ---- | ---- | ---- | ---- | ---- |
| 291  | 281  | 264  | 263  | 245  | 281  | 319  | 336  | 332  |

| 2015 | 2020 | 2022 | - | - | - | - | - | - |
| ---- | ---- | ---- | - | - | - | - | - | - |
| 315  | 306  | 306  | - | - | - | - | - | - |

## Lieux et monuments
- Le pont sur la Loue

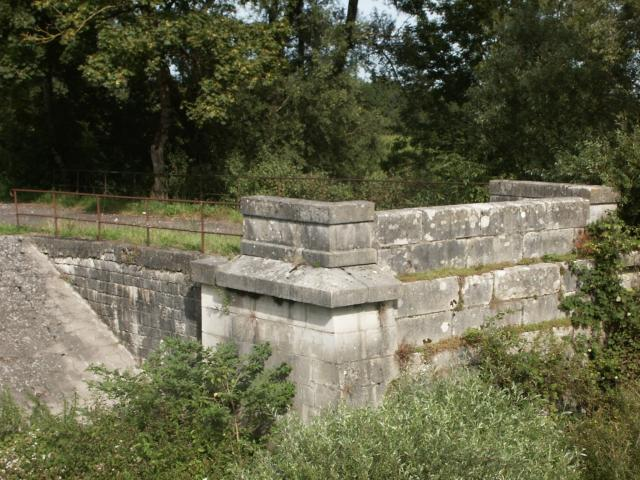
Vestige de l'ancien pont vu depuis le pont actuel. C'est à cet endroit que ce situait un poste de contrôle allemand durant la Seconde Guerre mondiale.

La Loue traversant le village au sud, un pont en bois fut d’abord aménagé avant d’être emporté lors d’une crue au milieu du XIXe siècle. Plusieurs méthodes se succédèrent alors pour pallier le besoin de franchir la rivière : traversée en bac, au gué, en barque.
Un pont en fer sera finalement construit en 1843. C’est ce même pont qui marquera un siècle plus tard la séparation entre la zone libre et la zone occupée durant l’Occupation. Un poste de contrôle allemand se trouvait alors à l’extrémité du pont, côté Montbarrey.
Ce pont sera démoli et remplacé dans les années 70 par un pont en béton, encore en service aujourd’hui. On peut néanmoins toujours observer les vestiges de l’ancien pont d’un côté et de l’autre de la rivière.
- La forêt de Chaux

Le village est limitrophe de la forêt de Chaux, deuxième plus vaste forêt feuillue de France, riche en histoire ainsi qu’en contes et légendes. Depuis le XIXe siècle, le cantonnement des droits d’usage attribue une portion du territoire de la forêt au village (forêt communale), le reste appartenant à l’État (forêt domaniale).
- L'église Saint-Nicolas

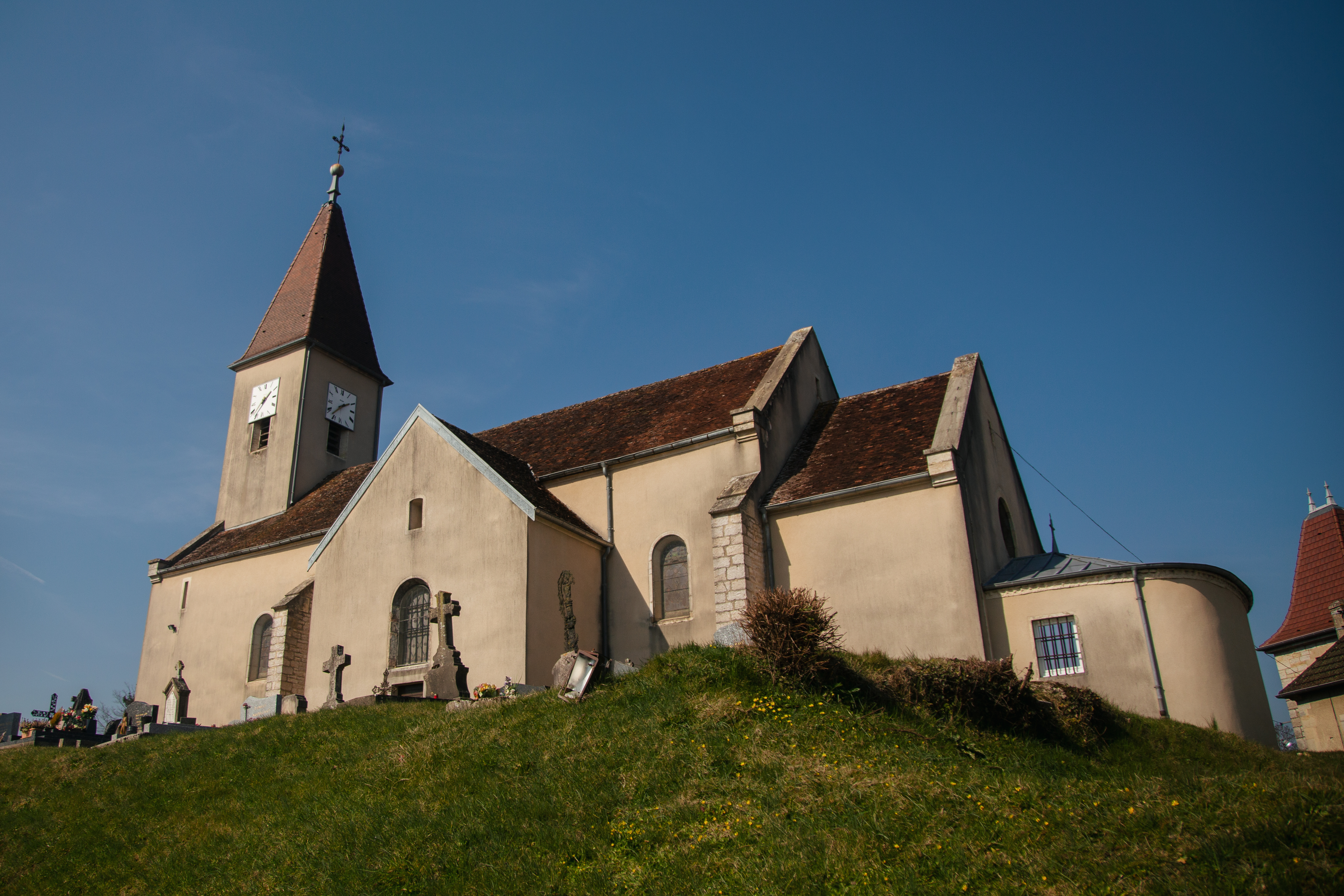
L'église Saint-Nicolas qui surplombe le village.

Une petite chapelle fut d’abord érigée en 1844 en annexe de la paroisse de Santans. Elle sera remplacée quelques années plus tard, en 1851, par l’actuelle église Saint-Nicolas. Son nom se réfère à Nicolas de Myre, saint patron de la paroisse de Montbarrey et protecteur des usagers des « chemins d’eau » (Montbarrey étant, à cette époque, connue pour son activité de flottage sur bois et sa communauté de radeliers.)
- Gare de Montbarrey

Une halte ferroviaire située dans la forêt de Chaux, sur le territoire de Montbarrey, est desservie par les trains régionaux du réseau TER Bourgogne-Franche-Comté sur la ligne Dijon-Vallorbe. Un bâtiment servant de gare fut édifié en 1857 avant d’être détruit en 1989.
- Motte féodale et châteaux médiévaux

Une motte artificielle à plan circulaire fut aménagée au nord-ouest du village vers le XIIe siècle. D’un diamètre de 50 mètres et s’élevant en amphithéâtre sur la vallée de la Loue, cette éminence est entourée de profonds fossés dont les berges extérieures forment des remparts en terre mesurant jusqu’à 8m de haut. Bien qu’entièrement recouverte par la végétation, la structure de cette motte féodale reste encore bien visible aujourd’hui.

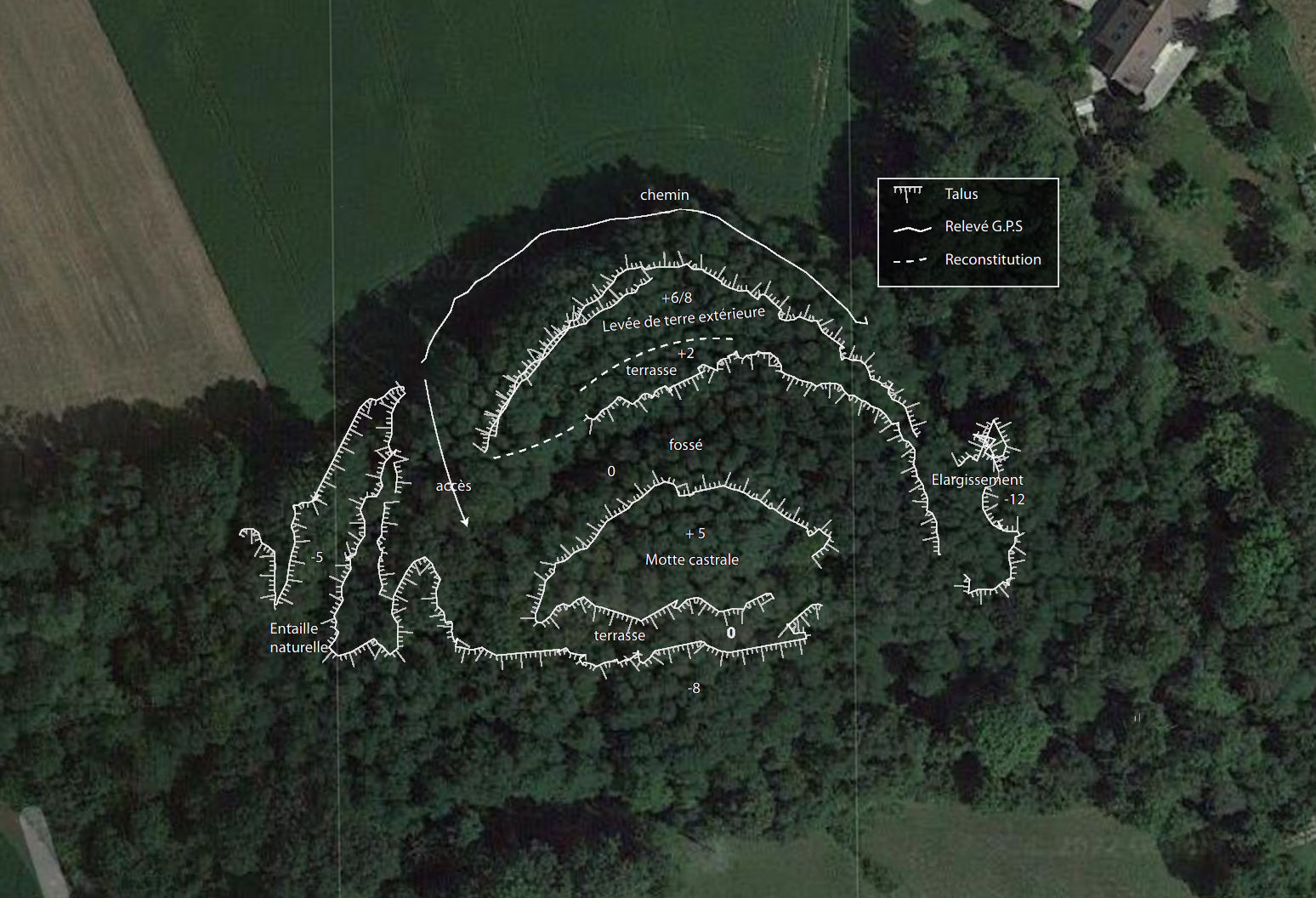
Croquis de prospection de la motte féodale.

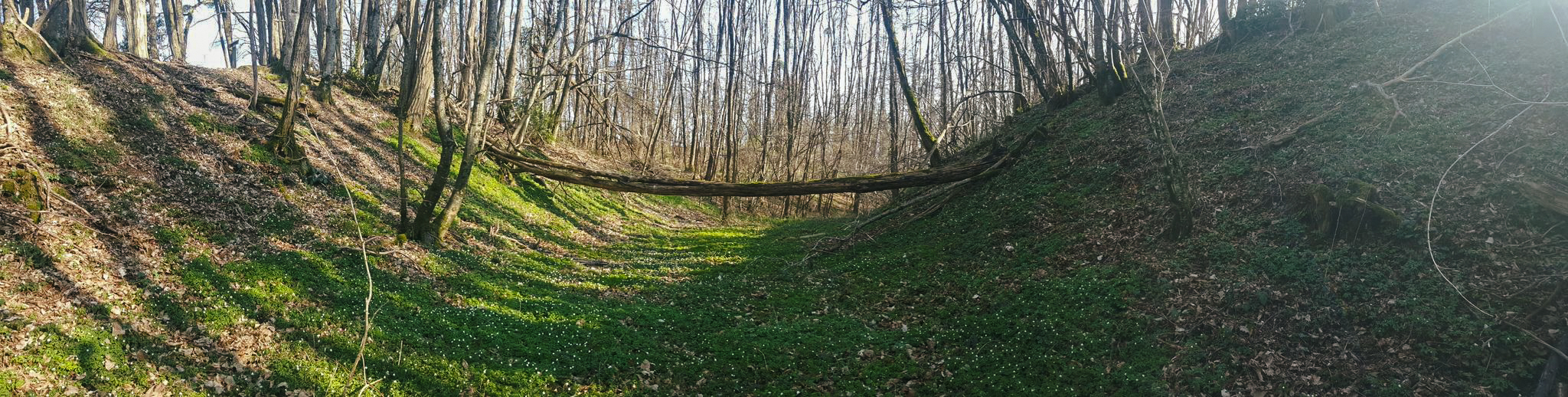
Photo panoramique de la motte féodale avec vue sur la terrasse (à gauche), le fossé (au centre) et la motte castrale (à droite).

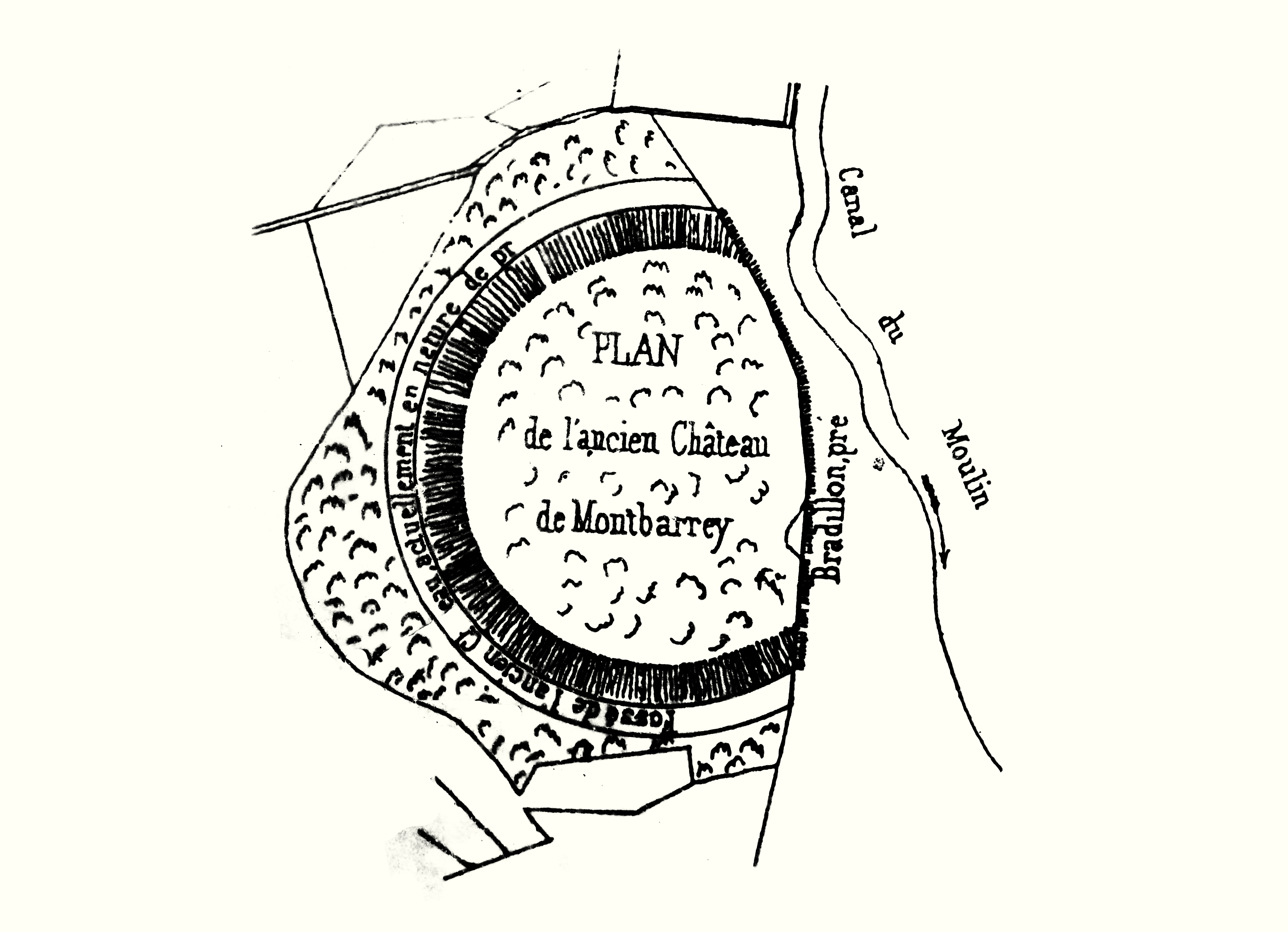
Plan de l'ancien château de Montbarrey, détruit en 1227.

C’est cette motte castrale qui servira de base à la construction d’un premier château au milieu du XIIe siècle. Il accueillera à plusieurs reprises l’empereur Frédéric 1er Barberousse, alors comte de Bourgogne. Le château sera finalement détruit vers 1227, victime de la guerre entre Othon de Méranie et Étienne II d'Auxonne. Ce dernier connut la défaite et vit ses forteresses, dont celle de Montbarrey, annihilées. Après le conflit, le cardinal de Saint-Ange fut choisi comme médiateur entre les deux parties et autorisa le comte Étienne à rebâtir, quand il le souhaiterait, deux de ses cinq forteresses détruites, dont celle de Montbarrey. Le comte d’Auxonne ne saisira pas cette occasion et son fils, Jean de Chalon, fera finalement don de la Seigneurie de Montbarrey à Thiébaud II de Neufchâtel en février 1232, en remerciement de son investissement dans les transactions de paix qui suivirent le conflit. Selon certaines hypothèses, le sire de Neufchâtel fera reconstruire un château fortifié la même année, avant que celui-ci ne soit détruit au cours de la guerre de Cent Ans.

### Voies
| 17 odonymes recensés à Montbarrey au 23 novembre 2013         | 17 odonymes recensés à Montbarrey au 23 novembre 2013 | 17 odonymes recensés à Montbarrey au 23 novembre 2013 | 17 odonymes recensés à Montbarrey au 23 novembre 2013 | 17 odonymes recensés à Montbarrey au 23 novembre 2013 | 17 odonymes recensés à Montbarrey au 23 novembre 2013 | 17 odonymes recensés à Montbarrey au 23 novembre 2013 | 17 odonymes recensés à Montbarrey au 23 novembre 2013 | 17 odonymes recensés à Montbarrey au 23 novembre 2013 | 17 odonymes recensés à Montbarrey au 23 novembre 2013 | 17 odonymes recensés à Montbarrey au 23 novembre 2013 | 17 odonymes recensés à Montbarrey au 23 novembre 2013 | 17 odonymes recensés à Montbarrey au 23 novembre 2013 | 17 odonymes recensés à Montbarrey au 23 novembre 2013 | 17 odonymes recensés à Montbarrey au 23 novembre 2013 | 17 odonymes recensés à Montbarrey au 23 novembre 2013 |
| Allée                                                         | Avenue                                                | Bld                                                   | Chemin                                                | Cours                                                 | Impasse                                               | Montée                                                | Passage                                               | Place                                                 | Quai                                                  | Rd-point                                              | Route                                                 | Rue                                                   | Ruelle                                                | Autres                                                | Total                                                 |
| ------------------------------------------------------------- | ----------------------------------------------------- | ----------------------------------------------------- | ----------------------------------------------------- | ----------------------------------------------------- | ----------------------------------------------------- | ----------------------------------------------------- | ----------------------------------------------------- | ----------------------------------------------------- | ----------------------------------------------------- | ----------------------------------------------------- | ----------------------------------------------------- | ----------------------------------------------------- | ----------------------------------------------------- | ----------------------------------------------------- | ----------------------------------------------------- |
| 0                                                             | 0                                                     | 0                                                     | 0                                                     | 0                                                     | 1                                                     | 0                                                     | 0                                                     | 1                                                     | 0                                                     | 0                                                     | 1                                                     | 13                                                    | 0                                                     | 1                                                     | 17                                                    |
| Notes « N »                                                   |                                                       |                                                       |                                                       |                                                       |                                                       |                                                       |                                                       |                                                       |                                                       |                                                       |                                                       |                                                       |                                                       |                                                       |                                                       |
| Sources : rue-ville.info & OpenStreetMap & FNACA-GAJE du Jura |                                                       |                                                       |                                                       |                                                       |                                                       |                                                       |                                                       |                                                       |                                                       |                                                       |                                                       |                                                       |                                                       |                                                       |                                                       |

## Personnalités liées à la commune
- Fréderic Ier Barberousse (1122 – 1190), empereur du Saint-Empire romain germanique et comte de Bourgogne, résida au château de Montbarrey par intermittence de 1157 jusqu’à sa mort.
- Famille Saint-Mauris-Montbarrey. Originaire de Dole et anoblie en 1537, la famille de Saint-Mauris a possédé les terres de Montbarrey du milieu du XVIe siècle jusqu’à la Révolution française. Plusieurs membres de la famille ont vécu dans le village et se sont illustrés dans la vie politique et militaire française :
  - Jean de Saint-Mauris (14??-1555), conseiller d’État puis président du Conseil d’État des Pays-Bas sous Charles Quint et Philippe II, a vécu à Montbarrey et y est décédé. Il avait le titre de seigneur de Montbarrey.
  - Alexandre Marie Eléonor de Saint-Mauris (1732-1796), lieutenant-général des armées et Secrétaire d’État à la Guerre de 1777 à 1780 sous Louis XVI, avait le titre de comte de Montbarrey puis de prince de Montbarrey.
- Jules Grévy (1807-1891), président de la IIIème République, faisait régulièrement escale à la Gare de Montbarrey pour se rendre à Mont-sous-Vaudrey, son village d’origine.
- Micheline Dax (1924-2014), actrice et chanteuse française, a vécu à Montbarrey avec son père.
- Théo Grandmaison (1997-), photographe et réalisateur français, a grandi à Montbarrey, le village ayant servi de décor pour plusieurs de ses films.